# Гарахвости
Гарахвости (пол. Harachwosty) — село в Польщі, у гміні Гушлев Лосицького повіту Мазовецького воєводства. Населення — 118 осіб (2011).

## Історія
За даними етнографічної експедиції 1869—1870 років під керівництвом Павла Чубинського, у селі Гараховери проживали лише греко-католики, які розмовляли українською мовою.
У 1975—1998 роках село належало до Білопідляського воєводства.

## Демографія
Демографічна структура станом на 31 березня 2011 року:
|          | Загалом | Допрацездатний вік | Працездатний вік | Постпрацездатний вік |
| -------- | ------- | ------------------ | ---------------- | -------------------- |
| Чоловіки | 61      | 18                 | 39               | 4                    |
| Жінки    | 57      | 14                 | 28               | 15                   |
| Разом    | 118     | 32                 | 67               | 19                   |